# Zin Kibaru
Zin Kibaru ou Zinkibaru est un esprit aveugle des rivières qui commande aux poissons grâce à des instruments de musique dans la mythologie songhaï.